# Bathythrix maculata
Bathythrix maculata là một loài tò vò trong họ Ichneumonidae.